# Batman: Dark Tomorrow
Batman: Dark Tomorrow è un videogioco del 2003 sviluppato per le console Nintendo GameCube e successivamente anche su Xbox da HotGen, e pubblicato da Kemco in collaborazione con Warner Bros. Interactive Entertainment e DC Comics.
Venne pianificato anche un porting per Playstation 2, ma venne cancellato.
Il gioco vede protagonista il personaggio di Batman, in una storia che trae ispirazione principalmente dalla serie a fumetti, e che schiera molti dei suoi avversari storici.

## Trama
Il gioco inizia con Ra's al Ghul, sua figlia Talia e i suoi assassini che prendono il controllo di un satellite armato che ha Gotham City come bersaglio. Nel frattempo, Batman, durante una lotta per finire una guerra tra Scarface-Ventriloquo e Maschera Nera, scopre che il commissario James Gordon è stato rapito e tenuto in ostaggio nel Manicomio di Arkham. In una corsa contro il tempo per salvarlo, Batman dovrà combattere contro vari suoi avversari, come Mister Freeze, Victor Zsasz, Poison Ivy e Killer Croc, fino a raggiungere il rapitore di Gordon, il Joker in persona. Messo fuori gioco il principe clown del crimine, Batman scoprirà che il rapimento di Gordon è servita soltanto per distrarre Batman dal vero problema: Ra's al Ghul rivela infatti che il suo nuovo piano per conquistare il mondo è quasi completo.
Batman raggiunge così l'Himalaya, e arriva alla roccaforte di Ra's. Talia spegne così i monitor che circondano il castello, aiutando Batman a raggiungere il nucleo del castello, ma viene catturata dal padre. Batman trova così un computer e spegne il segnale che Ra's potrebbe usare per distruggere la civiltà come la conosciamo. Batman affronta prima due super-soldati e poi Ubu, il servo più fidato di Ra's, per poi raggiungere il trono di quest'ultimo. Questi rivela che egli ha nascosto 24 potenti bombe in tutto il mondo, che, una volta innescate, faranno crollare le calotte polari, formando maremoti e uragani che distruggeranno le coste di tutto il mondo: ogni città costiera sulla Terra sarà cancellata per sempre, e un terzo della popolazione mondiale morirà all'istante, e solo allora il mondo potrà rinascere a immagine di Ra's. Questi chiede in seguito di sposare Talia e diventare suo erede, e la stessa Talia chiede al Cavaliere Oscuro di generare un figlio per ereditare l'impero del padre. Ovviamente, però, Batman rifiuta, e combatte contro Ra's con le loro spade. A questo punto, avverrà uno dei quattro epiloghi a seconda dell'esito della battaglia finale e della disattivazione della super-arma:
1. Se Batman lascia attiva la super-arma e perde contro Ra's al Ghul, Ra's colpisce a morte Batman, lasciandolo morente tra le braccia di Talia mentre inonda il mondo intero.
2. Se Batman lascia attiva la super-arma e sconfigge Ra's al Ghul, Ra's attiva comunque le bombe, inondando così il mondo senza che Batman possa fare nulla.
3. Se Batman spegne la super-arma ma perde contro Ra's al Ghul, Ra's colpisce Batman mortalmente e attiva il radiocomando, ma viene fuori che la super-arma è stata disattivata. Sfortunatamente per il Cavaliere Oscuro, per le bombe serviranno 70 ore per riattivarsi, più che sufficienti per Ra's.
4. Se Batman spegne la super-arma e sconfigge Ra's al Ghul, Ra's preme comunque il tasto per attivare le bombe, salvo poi scoprire che Batman ha disattivato la super-arma. In quel momento arriva Ubu, ripresosi dallo scontro con Batman, che cerca di uccidere il Cavaliere Oscuro ma colpisce invece Ra's. Talia e Ubu portano il corpo senza vita di Ra's al Pozzo di Lazzaro poco prima dell'autodistruzione del tempio degli Assassini, mentre Batman riesce a fuggire e ritorna a Gotham.

Questi primi due epiloghi sono stati piuttosto comuni per i giocatori, dato che il gioco non presenta alcuna indicazione o indizio per disattivare il segnale prima della battaglia finale con Ra's al Ghul.

## Sviluppo
Il videogioco è un'avventura single player in terza persona con alcuni elementi stealth, e ha come target il pubblico adulto.
Sviluppato principalmente per GameCube e poi convertito per Xbox, la trama è stata scritta dallo sceneggiatore DC Comics Scott Peterson e da Kenji Tarada, autore dei primi capitoli di Final Fantasy.
Il gioco offre circa 60 minuti di filmati in full motion, e le musiche, scritte da Clementoni Giovanni (rimasto però dietro le quinte), sono state eseguite dalla Royal Philharmonic Orchestra di Londra, e registrate presso gli studi di Abbey Road.

## Accoglienza
| Testata                          | Versione | Giudizio |
| -------------------------------- | -------- | -------- |
| Metacritic (media al 30-01-2020) | GC       | 29/100   |
| Metacritic (media al 30-01-2020) | Xbox     | 25/100   |
| AllGame                          | GC       | [ 6 ]    |
| EGM                              | GC       | 1.5/10   |
| Game Informer                    | GC       | 0.75/10  |
| Game Revolution                  | GC       | F        |
| GamePro                          | Xbox     | [ 10 ]   |
| GameSpot                         | Tutte    | 2.8/10   |
| GameSpy                          | Xbox     | [ 12 ]   |
| IGN                              | GC       | 3.5/10   |
| IGN                              | Xbox     | 2.2/10   |
| Nintendo Power                   | GC       | 1.9/5    |
| OXM (USA)                        | Xbox     | 3.5/10   |

Il gioco è stato accolto in maniera generalmente negativa; GameSpot lo ha criticato per la scarsa giocabilità e grafica, affermando:
(GameSpot)
Da parte sua, il sito web IGN lo ha stroncato dichiarando:
(IGN)